# Партия независимого альянса
Партия независимого альянса (англ. Independent Alliance Party) — ранее существовавшая канадская региональная партия, действовавшая на территории Юкон. Откололась от Партии Юкона в 1991 году. 

## История

Соучредитель партии Беа Ферт (1946—2008)

Учредителями партии были Беа Ферт и Алан Нордлинг — бывшие члены Партии Юкона (преемница Прогрессивно-консервативной партии Юкона). Алан и Беа создали Партию независимого альянса, чтобы воспользоваться возможностями, которые будут доступны им как руководителям партии. 
По словам бывшего служащего в Законодательной ассамблее Пэта Майкла, Беа Ферт была «членом политической группы, которая становилась все более и более партийной».
И Майкл, и Ферт на выборах 1992 года на Юконе баллотировались как независимые кандидаты, поскольку до выборов не было выдвинуто ни одного независимого кандидата от альянса. 
Вскоре альянс распался. Алан Нордлинг присоединился к Партии Юкона на выборах 1996 года, и партия потеряла свою регистрацию в соответствии с Законом о выборах 1999 года.